# Rodrigo Triana
Rodrigo Triana Montaña (Praga, 5 de diciembre de 1963) es un guionista y director de cine y televisión colombiano.

## Biografía
Rodrigo Triana es hijo de Jorge Alí Triana. Estudió dirección de cine y televisión con énfasis de guionista y realizador, debutó como director de películas Como el gato y el ratón y  Soñar no cuesta nada. Entre sus trabajos como guionista, asistente y realizador se destacan en Pasión de gavilanes, Amor sincero, Sala de urgencias y La Niña. En 2016 es nombrado Director de Ficción de RCN Televisión.

## Televisión
- Verdad oculta (2020)
- La Niña  (2016)
- Sala de urgencias  (2015)
- El estilista  (2014)
- Comando elite  (2013)
- ¿Dónde está Elisa?  (2012)
- Amor sincero  (2010)
- Regreso a la Guaca  (2009)
- La marca del deseo  (2007)
- El baile de la vida  (2005)
- Lorena  (2004)
- Pasión de gavilanes  (2003)
- La venganza  (2002)
- Dos mujeres  (1997)

## Filmografía
- Como el gato y el ratón  (2002)
- Soñar no Cuesta Nada (2006)
- Tuya, mía… te la apuesto (2018)
- El Reality (2018)
- El Paseo 6 (2021)

## Premios y nominaciones

### Premios India Catalina
| Año  | Categoría                    | Telenovela o Serie | Resultado |
| ---- | ---------------------------- | ------------------ | --------- |
| 2017 | Mejor director de telenovela | La Niña            | Ganador   |
| 2014 | Mejor director de telenovela | Comando elite      | Nominado  |
| 2013 | Mejor director de telenovela | ¿Dónde está Elisa? | Nominado  |
| 2011 | Mejor director de telenovela | Amor sincero       | Nominado  |
| 2010 | Mejor director de telenovela | Regreso a la guaca | Nominado  |

### Premios Tv y Novelas
| Año  | Categoría      | Telenovela o Serie  | Resultado |
| ---- | -------------- | ------------------- | --------- |
| 2015 | Mejor director | El estilista        | Nominado  |
| 2014 | Mejor director | Comando elite       | Nominado  |
| 2004 | Mejor director | Pasión de gavilanes | Ganador   |
| 1998 | Mejor director | Dos mujeres         | Nominado  |

### Otros premios
- Festival y Mercado de Televisión Internacional (FYMTI) a mejor Director por: Pasión de gavilanes